# Volodîmîrivske, Sînelnîkove
Volodîmîrivske (în ucraineană Володимирівське) este un sat în comuna Hirkî din raionul Sînelnîkove, regiunea Dnipropetrovsk, Ucraina.

## Demografie
Componența lingvistică a localității Volodîmîrivske
     Ucraineană (84,38%)
     Rusă (14,58%)
     Română (1,04%)
Conform recensământului din 2001, majoritatea populației localității Volodîmîrivske era vorbitoare de ucraineană (84,38%), existând în minoritate și vorbitori de rusă (14,58%) și română (1,04%).